# Римский-Корсаков, Воин Петрович
Воин Петрович Римский-Корсаков (25 августа 1889, Санкт-Петербург — 5 мая 1937, Ленинград) — русский советский офицер флота, организатор системы военно-морского образования, специалист в области артиллерийского вооружения. Начальник Училища командного состава флота в 1922 году.

## Биография

### Начало службы
Воин Петрович Римский-Корсаков родился 25 августа 1889 года в Санкт-Петербурге в семье Петра Войновича Римского-Корсакова, потомственного морского офицера. Воин Петрович последовал семейной традиции и в 1909 году успешно окончил Морской корпус, причём по окончании был удостоен премии адмирала Рикорда, а уже через год получил офицерский чин мичмана. Первые годы его службы прошли на крейсере «Аврора». В 1914 году лейтенант Римский-Корсаков окончил Артиллерийский офицерский класс и был назначен служить на новейшем линейном корабле Балтийского флота «Петропавловск». 31 марта 1916 года заслуги Римского-Корсакова в походах Первой мировой войны были отмечены орденом Святого Станислава 3-й степени с мечами и бантом.

### После революции
В революционный 1917 год остался служить на своём корабле. В 1918 году вступил в Рабоче-Крестьянский Красный Флот. На борту «Петропавловска» участвовал в Ледовом походе – операции до переводу Балтийского флота из Гельсингфорса в Кронштадт весной 1918 года. Будучи опытным артиллеристом, Римский-Корсаков во время Гражданской войны выдвинулся в числе ведущих организаторов артиллерии в РККФ. В 1919 году он служил в Артиллерийском отделе Главного управления кораблестроения, а в 1920 году занял пост флагманского артиллериста Действующего отряда Черноморского флота, а в следующем году – главного артиллериста штаба Черноморского флота. Боевые заслуги Римского-Корсакова Реввоенсовет РСФСР отметил наградой – золотыми часами.
Реорганизация системы подготовки кадров, задуманная руководством Морских сил Республики, требовала привлечения в учебные заведения опытных строевых командиров флота. В феврале 1922 году Римский-Корсаков был назначен начальником Училища командного состава флота (УКСФ), которое стало преемником знаменитого Морского училища, некогда возглавлявшегося его дедом, Воином Андреевичем Римским-Корсаковым. При отсутствии персональных воинских званий эта должность примерно соответствовала прежнему чину контр-адмирала.
Воин Петрович руководил училищем недолго – всего несколько месяцев (до 9 сентября 1922). Однако за это время впервые была сформулирована целевая установка и определён объём знаний и навыков выпускников, проведён первый в советский период истории выпуск красных командиров флота, впервые организована учебная практика на боевых кораблях с фактическим выходом в море. Наконец, тогда же было подготовлено переформирование УКСФ в Военно-морское училище командного профиля с выделением из него самостоятельных подготовительного и инженерного училищ.
В 1923–1924 гг. Римский-Корсаков служил помощником начальника Высших специальных курсов комсостава флота, а потом был переведён начальником Артиллерийского отдела Технического управления Управления военно-морских сил РККА. В сентябре 1926 г. он был назначен в Учебно-строевое управление, которое в то время выполняло большинство функций современного Главного штаба ВМФ. В этом управлении Римский-Корсаков руководил отделом, а через два года стал заместителем начальника УВМС. Именно в 1928–1929 гг. были не только заложены основы концепции строительства советского флота, но и во многом решена его судьба. Флот был спасён от радикального сокращения и превращения в род войск Красной армии. Главную роль в сохранении флота и разработке перспектив его строительства сыграл начальник Учебно-строевого управления Михаил Александрович Петров. Ближайшим его помощником был Римский-Корсаков, который занимался составлением оперативно-тактических заданий для кораблей и их вооружения.

### Первый арест
Однако в 1929 году Римский-Корсаков в ходе репрессий против военспецов был уволен из рядов флота и арестован. В 1931 году был осуждён на 10 лет лишения свободы по обвинению в участии в контрреволюционной организации. Вместе с Воином Петровичем за решётку попали десятки его бывших коллег. Вместе с тем до настоящего концлагеря дело в отношении него на тот момент не дошло: Римский-Корсаков отбывал заключение в 34 километрах от Москвы, занимаясь проектированием систем вооружений.
Сохранились его письма за тот период. Из них можно узнать, что в числе его товарищей по несчастью был и бывший председатель УВМС РККА Николай Иванович Игнатьев, а также другие бывшие командиры РККФ. «По вечерам каждый день слушаю музыку и учу итальянский язык, – писал домой Римский-Корсаков, – успехи есть». Кроме этого он владел ещё французским, немецким и английским языками.
В феврале 1932 г. начальник Морских сил СССР В. М. Орлов назначил на различные должности большую группу командиров, ранее «зачисленных в долгосрочный отпуск», а точнее – освобождённых от отбывания наказания. В ноябре того же года он ходатайствовал о «досрочном освобождении» ещё 35 осуждённых моряков, обосновывая эту акцию «увеличением потребностей кадров начсостава Морских Сил». В числе этих 35 человек был и Римский-Корсаков, который, однако, уже не вернулся на военно-морскую службу.

### Второй арест и смерть
Последние годы своей жизни Воин Петрович посвятил кораблестроению в Ленинграде: он работал в Центральном конструкторском бюро спецсудостроения (ЦКБС-1) над проектами систем артиллерийского вооружения, а в 1935–1936 гг. исполнял обязанности помощника главного инженера. В этом качестве он возглавил важнейшую работу по обобщению конструкторского опыта ЦКБС-1 и в конце 1935 г. представил в УВМС РККА свод вариантов заданий на проектирование надводных кораблей всех классов.
Материалы этого свода послужили наморси В. М. Орлову для выбора заданий будущих линейных кораблей. В конкурсе на их проектирование приняло участие и ЦКБС-1. Из двух вариантов предэскизного проектирования и постройки был избран вариант ЦКБС-1, в разработке которого непосредственное участие принимал Римский-Корсаков. Но ему было не суждено завершить работу: 17 января 1937 г. он был арестован органами НКВД, а 5 мая расстрелян по обвинению в участии в организации Российского Общевоинского Союза. Жену Воина Петровича – Тамару Николаевну в том же 1937 году отправили в долгую ссылку. Детей у них не было. В 1942 году в блокадном Ленинграде погибли братья Римского-Корсакова – Андрей и Олег.
Воин Петрович Римский-Корсаков был расстрелян в ночь на 5 мая в 1 час 20 минут. В предписании на расстрел значился первым из 19 приговорённых к высшей мере наказания. Место погребения неизвестно: вероятно, им могло быть бывшее Преображенское кладбище или Ржевский артиллерийский полигон. Проходил по сталинскому расстрельному списку от 1 апреля 1937 года, подписи «за» поставили: Сталин, Ворошилов, Каганович, Жданов, Молотов.
Реабилитирован посмертно в 1957 году.